# Дещо (фільм, 2011)
«Щось» (у кінотеатральному прокаті «Дещо», англ. The Thing) — науково-фантастичний фільм жахів режисера Маттіса ван Гейніґена мол. Є приквелом однойменної картини 1982 року. Прем'єра фільму відбулася 14 жовтня 2011 року.

## Сюжет
У 1982 році палеонтолог Кейт Ллойд (Мері Елізабет Вінстєд) отримує запрошення від доктора Сандера Халворсона (Ульріх Томсен) приєднатися з ним і його асистентом Адамом Фінчем (Ерік Крістіан Олсен) до норвезької науково-дослідницької команди, яка виявила у льодах Антарктиди якусь «конструкцію», яка виглядає як космічний корабель. Неподалік від «конструкції» експедиція знайшла тіло якогось створіння, яке вмерзло у кригу близько 100000 років тому.
Після того, як крижину разом з тілом доставляють на станцію, доктор Сандер вирішує взяти зразок тканини створіння для вивчення, ігноруючи протести Кейт. Під час забору зразка, один з команди ненароком різко зачіплює створіння свердлом. Пізніше, коли вся команда святкує, пілот Картер відправляє Гріггса за випивкою. Тим часом другий пілот Дерек (Адевале Акінуойє-Агбадже) стає свідком того, як «щось» раптово проламує лід та тікає. Гріггс це чує і насторожується. Собака Ларса починає гарчати. Дерек прибігає до інших та сповіщає про випадок. Команда поділяється на групи для пошуків. Виявляється зникнення аляскинського маламута Ларса — у клітці собаки підлога залита кров'ю, а сітку виламано. Два норвежці, Олав (Ян Гунар Рьойсе) та Генрік (Джо Адріан Гавінд), знаходять «щось» під одною з будівель станції. Коли Генрік пропонує покликати інших, «щось» раптово проштрикує його груди довгим щупальцем і затягує його під будівлю. На крики Олава, на якого потрапила кров проштрикнутого Генріка, прибігають інші члени команди і, переконавшись у тому, що «щось» невразливе до вогнепальної зброї, спалюють його.
Під час розтину Кейт та Сандер виявляють, що створіння поглинало Генріка. Вони знаходять титанову пластину, яка скріплює кістки, і не можуть збагнути, як вона виявилася поза тіла Генріка. Коли всі сплять Кейт та Адам помічають, що клітини «щось» усе ще живі і, більш того, мімікрують під клітини Генріка. Тим часом Дерек, пілот Сем Картер (Джоел Едгертон), Гріггс (Пол Браунштейн) і Олаф, який після смерті Генріка погано себе почуває, готуються покинути станцію на останньому гелікоптері, щоб надати Олафу медичну допомогу і привести з собою підкріплення. Коли вони збираються злетіти, Кейт знаходить на підлозі ванної закривавлені зубні коронки та залиту кров'ю душову. Злякавшись того, що на гелікоптері може бути «щось»-імітація, вона вибігає зі станції, відчайдушно сигналізуючи гелікоптеру йти на посадку. Коли Картер вирішує сісти, Гріггс перетворюється на «щось» і вбиває Олафа, гелікоптер входить у некерований стан і розбивається у горах неподалік. Коли Кейт повертається на станцію, кров у душі хтось замив.
У кімнаті відпочинку Кейт викладає свої думки щодо природи створіння: воно може у ідеалі імітувати будь-яку форму життя, навіть людину, але не може імітувати неорганіку, наприклад зубні коронки або ортопедичні штифти, тому при асиміляції живих створінь воно «випльовує» неорганіку. Більшість членів команди не вірить Кейт або вважають, що вона навмисно нагнітає параною. Вони вирішують вирушити у найближчий табір за допомогою. Після того, як усі йдуть, Джульєт (Кім Бабс) каже Кейт, що вона їй вірить, і що вона бачила, як Колін (Джонатан Ллойд Вокер) виходив з душової з рушником. Також вона говорить Кейт, що вона знає, де знаходяться ключі від всюдиходів, і пропонує забрати їх, щоб ніхто не покинув станцію. Але, коли вони приходять у комірчину за ключами, Джульєт перетворюється і намагається поглинути Кейт. Кейт тікає, і зустрічає при втечі Карла (Карстен Бьйорнлунд), який стає на шляху «щось»-Джульєт та гине. На крики прибігають Йонас, Адам та Ларс (Йорген Лангхелле) з вогнеметом та спалює «щось».
Після того, як команда спалює зовні останки Джульєтт і Карла, повертаються Картер і Дерек, замерзлі і ледь живі. Оскільки є підозри щодо того, що вони заражені, Кейт вирішує замкнути їх до того, як буде готовий тест, що дозволяє визначити зараженість. Адам і Сандер готують у лабораторії тест із зразками крові, але, як тільки вони обидва відлучаються, лабораторію охоплює пожежа. В колективі спалахує конфлікт між норвежцями та американцями, під час якого Кейт пропонує простіший тест. Вона досліджує зуби полярників за допомогою ліхтарика — незаражені люди мають коронки. Під час тесту під підозрою виявляються Адам, доктор Сандер, начальник станції Едвард (Тронд Еспен Сейм) і Колін — вони стежать за зубами, або мають порцелянові протези, які неможливо відрізнити по виду від справжніх зубів. Кейт і члени команди Ларс, Педер (Стіг Генрік Гофф) і Йонас (Крістофер Гів'ю) виключаються тестом, оскільки всі мають металеві коронки. Кейт відправляє Ларса і Йонаса за Картером і Дереком, щоб перевірити і їх, але, прибувши на місце, норвежці виявляють дірку в підлозі сараю. Коли озброєний вогнеметом Ларс заходить в сусідню будівлю, його хапають і тягнуть всередину. Йонас в паніці повертається і вмовляє Педера повернутися за Ларсом, але Кейт вимагає тримати під прицілом підозрюваних.
Під час суперечки в будинок вламуються Картер, озброєний вогнеметом Ларса і Дерек з пістолетом. Едвард переконує Педера в тому, що американці вбили Ларса і є зараженими. Коли Педер підкидає вогнемет, Дерек вбиває його і тим самим пошкоджує бак вогнемета. Вогнемет вибухає, оглушаючи Едварда. Коли Едварда приносять в кімнату відпочинку, він трансформується в «щось» і вбиває Йонаса рукою, яка відокремилася, смертельно ранить Дерека і Адама щупальцем. Сандер і Колін тікають. Кейт і Картер намагаються знищити асимілюючого Адама Едварда, але вогнемет працює з перебоями і «сплавлена» із двох людей істота втікає. Дерек помирає від пневмотораксу, і Кейт спалює його і асимільованого рукою Едварда Йонаса. Картер і Кейт вирушають на пошуки «щось» і спалюють його другу відокремлену руку. Дволике «щось» тим часом нападає на Сандера, після чого заганяє Картера на кухню і намагається асимілювати, але потрапляє під струмінь полум'я з вогнемета Кейт, вибігає за межі будівлі і гине.
Кейт і Картер помічають, як Сандер-«щось» викрадає один з всюдиходів і пускаються за ним у погоню. Вони прибувають на місце аварії інопланетного корабля, який готується до запуску. Кейт виявляється одна і зустрічає Сандера-«щось», який женеться за нею і навіть хапає її, але Кейт знищує його гранатою з ящика, який таємно показав їй раніше Ларс. Кейт і Картер, що з'явився перед вибухом «щось» повертаються до всюдиходу, де Картер, знявши вогнемет і забравшись в кабіну, пропонує Кейт попрямувати до радянської станції. Однак, Кейт зауважує, що у «щось» Картера сережка у правому вусі, в той час, як у справжнього Картера вона була в лівому. Попри його виправдання, Кейт спалює його живцем разом з всюдиходом, з якого слабо чути вереск «щось». Кейт повільно забирається у всюдихід Сандера і мовчки дивиться в простір.
На наступний ранок на другому вертольоті прибуває ще один пілот Матіас (Оле Мартін Он Нільсен), який виявляє, що станція спалена і напівзруйнована. В радіорубці на кріслі застигло тіло Коліна, який перерізав собі горло і зап'ястки небезпечною бритвою. З вікна одного з будинків у бік Матіаса лунає постріл Ларса, який пережив напад Картера і Дерека. Вцілілий полярник в сказі змушує Матіаса відкрити рот і досліджує його зуби. У цей момент зі станції вибігає собака-«щось» і біжить геть. Ларс стріляє в неї, але промахується. Наказавши Матіасу заводити вертоліт, Ларс пускається за псом в погоню — саме з цього моменту починається оригінальний фільм 1982 року.

## Акторський склад
- Мері Елізабет Вінстед — Кейт Ллойд
- Джоел Едгертон — Сем Картер
- Ульріх Томсен — Доктор Сандер Гелворсон
- Адевале Акінуойє-Агбадже — Дерек Джеймесон
- Ерік Крістіан Олсен — Адам Фінч
- Джонатан Волкер — Колін
- Кім Баббс — Джульєт
- Сціґ Генрик Гофе[en] — Педер
- Крістофер Гів'ю — Йонас
- Тронд Еспен Сейм — Едвард
- Ерген Лангхелле — Ларс
- Ян Гунар Рейс — Олаф